# Bay Harbor Islands
Bay Harbor Islands est une ville américaine située dans le comté de Miami-Dade en Floride.

## Démographie
| 1950 | 1960  | 1970  | 1980  | 1990  | 2000  |
| ---- | ----- | ----- | ----- | ----- | ----- |
| 296  | 3 249 | 4 619 | 4 869 | 4 703 | 5 146 |

| 2010  | - | - | - | - | - |
| ----- | - | - | - | - | - |
| 5 628 | - | - | - | - | - |

Selon le recensement de 2010, Bay Harbor Islands compte 5 628 habitants. La municipalité s'étend sur 0,53 milles carrés (1,37 km2), dont 0,4 milles carrés (1,04 km2) de terres.